# Verophasmatodea
Sous-ordre
Les Verophasmatodea forment un sous-ordre d'insectes de l'ordre des phasmoptères qui renferme la grande majorité des espèces de phasmes actuels.

## Liste des infra-ordres
(ou des super-familles dans certaines classifications)
- Anareolatae
- Areolatae